# Sacred Heart Church (Koror)
Sacred Heart Church (ursprünglich Sagrado Corazón) ist eine katholische Kirche in Koror im Inselstaat Palau im Pazifik. Die Kirche befindet sich im selben Stadtviertel wie die Stella Maris Elementary School und das Etpison Museum.
Die Kirche gehört zum Bistum Karolinen (Dioecesis Carolinensium).

## Architektur
Die heutige Kirche entstand an der Stelle der alten Kirche Sagrado Corazón, die in der Spanischen Kolonialzeit 1892 erbaut worden war. Als die Kirche 1935 gebaut wurde, war sie das größte nichtstaatliche Zement-Gebäude in Koror. Sie wurde unter der Aufsicht der japanischen Kolonialbehörden gebaut und nach acht Jahren vollendet. Auch bei der Einweihung waren japanische Beamte anwesend.
Die Kirche ist eine schlichte Halle mit einer Apsis im Osten und Rundbogenfenstern.